# Golfo Karáguinski
El golfo Karáguinski (del ruso: Карагинский залив) es un amplio golfo que se abre en el mar de Bering, localizado en la zona nororiental de Siberia, en la costa oriental de la península de Kamchatka. Tiene unos 117 kilómetros tierra adentro. La profundidad del golfo es de 30 a 60 m. La isla más grande en el golfo es la isla Karáguinski, que está separada del continente por el estrecho de Litke (con un ancho de 21 a 72 km).
Las agua del golfo Karáguinski están cubiertas por el hielo desde diciembre hasta junio.
Administrativamente, pertenece al krai de Kamchatka, integrante de la Federación de Rusia. 